# Lincity

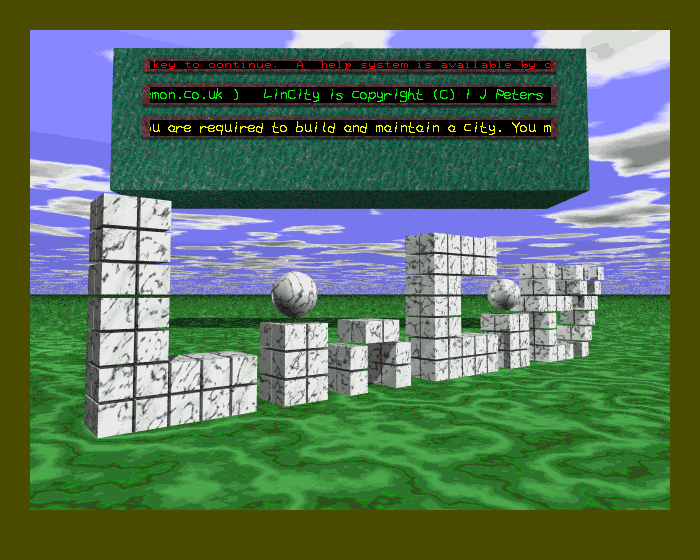
Foto del juego lincity

Lincity es un videojuego de simulación inspirado en SimCity. Es software libre - publicado con licencia GPL, gratuito y disponible para varios sistemas como Linux, AmigaOS o Windows.

## Lincity (el juego)
El objetivo es lograr una ciudad sostenible, o construir un cohete para huir de ella, cuando la contaminación se haga insoportable. Algunas construcciones y mecanismos del juego ayudan a la sostenibilidad de la ciudad (como las centrales de energía solar o los centros de reciclaje), y otras son intrínsecamente no-sostenibles (como los vertederos incontrolados o la importación-exportación).
Durante el transcurso del juego se va progresando en tecnología (especialmente con ayuda de la construcción y el mantenimiento de colegios y universidades), lo que pone nuevas construcciones a disposición del jugador. Mientras tanto, se van consumiendo los recursos naturales (limitados) y se va acumulando contaminación. 
Lincity ha tenido múltiples contribuidores, los más destacados han sido IJ Peters (1995-1997), Greg Sharp (1997-2003) y Corey Keasling (2000-2003).

## LinCity-NG
Esta es una versión basada en el original pero sumamente mejorada con un entorno tridimensional. Implementado mediante los avances del proyecto GoTM en happypenguin.